# Jiménez kommun, Argentina
Departamento de Jiménez är en kommun i Argentina.   Den ligger i provinsen Santiago del Estero, i den norra delen av landet, 1 000 km nordväst om huvudstaden Buenos Aires.
Trakten runt Departamento de Jiménez består i huvudsak av gräsmarker. Runt Departamento de Jiménez är det mycket glesbefolkat, med 2 invånare per kvadratkilometer.